# Yours, Mine and Ours (1968)
Yours, Mine and Ours is een Amerikaanse komische film uit 1968, geregisseerd door Melville Shavelson. Hoofdrollen worden vertolkt door Lucille Ball, Henry Fonda en Van Johnson. De film is losjes gebaseerd op het verhaal van Frank en Helen Beardsley.
Van de film werd een nieuwe versie gemaakt in 2005.

## Verhaal
De film draait om Frank Beardsley en Helen North. Frank is een rooms-katholieke officier van de United States Navy. Hij heeft tien kinderen. Helen is een verpleegster in de ziekenboeg van de marinebasis waar Frank werkt. Zij heeft acht kinderen.
Frank ontmoet Helen toevallig en de twee worden verliefd. Ze gaan een paar keer samen uit, maar houden het feit dat ze elk zoveel kinderen hebben geheim voor elkaar. Uiteindelijk komen ze er toch achter en proberen de relatie te beëindigen, maar zonder succes. Franks baas, Darrell Harrison, doet zelfs extra zijn best de twee bij elkaar te krijgen. Zo regelt hij een blind date voor beiden om hen te laten inzien dat ze voor elkaar gemaakt zijn. De situatie wordt lastiger daar Franks kinderen niet goed overweg blijken te kunnen met Helens kinderen.
Uiteindelijk trouwen Frank en Helen toch en besluiten om elkaars kinderen officieel te adopteren.

## Rolverdeling
| Acteur       | Personage                        |
| ------------ | -------------------------------- |
| Lucille Ball | Helen Brandmeier North Beardsley |
| Henry Fonda  | CWO Frank Beardsley, USN         |

### Vrienden en familieleden
| Acteur        | Personage                 |
| ------------- | ------------------------- |
| Van Johnson   | CWO Darrell Harrison, USN |
| Walter Brooke | Howard Beardsley          |
| Nancy Howard  | Nancy Beardsley           |
| Sidney Miller | Dr. Ashford               |
| Louise Troy   | Madeleine Love            |
| Tom Bosley    | een familiedokter.        |

### Franks kinderen
| Acteur           | Personage |
| ---------------- | --------- |
| Tim Matheson     | Mike      |
| Gil Rogers       | Rusty     |
| Gary Goetzman    | Greg      |
| Nancy Roth       | Rosemary  |
| Morgan Brittany  | Louise    |
| Holly O'Brien    | Susan     |
| Michele Tobin    | Veronica  |
| Maralee Foster   | Mary      |
| Tracy Nelson     | Germaine  |
| Stephanie Oliver | Joan      |

### Helens kinderen
| Acteur         | Personage |
| -------------- | --------- |
| Jennifer Leak  | Colleen   |
| Kevin Burchett | Nick      |
| Kimberly Beck  | Janette   |
| Mitch Vogel    | Tommy     |
| Margot Jane    | Jean      |
| Eric Shea      | Philip    |
| Greg Atkins    | Gerald    |
| Lynnell Atkins | Theresa   |

### Overig
| Acteur         | Personage          |
| -------------- | ------------------ |
| Ben Murphy     | Larry              |
| Mary Gregory   | Sister Mary Alice. |
| Harry Holcombe | de rechter.        |

## Achtergrond

### Aanpassingen aan het verhaal
De film wijkt op veel punten af van het echte leven van Frank en Helen Beardsley en hun kinderen. De namen van Frank, Helen en hun kinderen zijn echt, en ook Luitenant Richard North’s carrière bij de marine klopt, maar daar houden de meeste overeenkomsten op. Enkele van de grootste verschillen zijn:
- In de film hebben veel van de kinderen andere leeftijden dan in werkelijkheid.
- In werkelijkheid begonnen Frank en Helen hun relatie via correspondentie, en wisten ze vanaf het begin al hoeveel kinderen de ander had.
- Over Franks echte leven voor hij Helen ontmoette is maar weinig bekend, en is voor de film grotendeels verzonnen.
- Het koppel dat tijdelijk zorgde voor Germaine en Joan Beardsley waren niet Franks broer en schoonzus, maar twee vrienden van hem.
- In werkelijkheid was er geen sprake van onenigheid of spanning tussen de kinderen van Helen en Frank.
- In werkelijkheid liet Frank na het huwelijk zijn huis verbouwen voor de nieuwe familie. In de film verhuizen ze.

### Productie
Al vanaf het begin stond vast dat Lucille Ball de rol van Helen Beardsley zou gaan vertolken, maar voor de rol van Frank werden meerdere acteurs benaderd. Onder andere Desi Arnaz, James Stewart, Fred MacMurray, Jackie Gleason, Art Carney, en John Wayne kregen de rol aangeboden.
De productie liep meerdere malen vertraging op. De productie begon in december 1962, maar moest in 1963 stoppen vanwege de slechte opbrengst van de film Critic's Choice. In 1967 werd de draad weer opgepakt. Een ander punt wat de productie lastig maakte was de toestand van Lucy’s gezicht. Het feit dat ze jarenlang make-up had gedragen voor haar theaterrollen had duidelijk zijn tol geëist.
Opnames vonden grotendeels plaats op locatie in Alameda en San Francisco. Het totale budget kwam uit op $2.500.000. Tijdens de productie kreeg de film de werktitels Beardsley Story, Full House, en His, Hers, and Theirs.
De film werd uiteindelijk uitgebracht door United Artists.

### Ontvangst
De film ontving matige reacties van critici, hoewel Leonard Maltin er erg over te spreken was.
De film was financieel een van de meest succesvolle van United Artists in 1967. In de Verenigde Staten bracht de film $17.000.000 op.

## Prijzen en nominaties
Bij de Laurel Awards in 1968 won de film de prijzen voor “Female Comedy Performance” en “General Entertainment”. Tevens werd de film derde in de categorie “Male Comedy Performance”.
In 1969 won de film twee Golden Globes voor “beste film – musical/komedie” en “beste actrice – musical/komedie” (Lucille Ball). Datzelfde jaar werd de film genomineerd voor de WGA Award in de categorie “Best Written American Comedy”.